# Command & Conquer: Generäle
Command & Conquer: Generals (im deutschsprachigen Raum auch zensiert als Command & Conquer: Generäle) ist das erste Computerspiel der Command-&-Conquer-Reihe mit einer frei zoombaren 3D-Grafik. Zudem begründet Command & Conquer: Generals ein drittes Universum, in dem keine der vorherigen Parteien vertreten ist. Dies wurde von vielen Fans kritisiert, allerdings hielten viele Generals für das beste Command & Conquer der vergangenen Jahre, da es erstmals wieder Innovationen bot.

## Spielprinzip
Bei Command & Conquer: Generals handelt es sich um ein Echtzeit-Strategiespiel, thematisch spielt Generals nicht in dem bekannten Command-&-Conquer-Universum, weswegen das Spiel keinen Nachfolger im eigentlichen Sinne darstellt.
Generals spielt im Jahr 2020. In dem Spiel übernimmt der Spieler in drei Kampagnen wahlweise die Führung über die US-Amerikaner, die Chinesen oder die „Globale Befreiungsarmee“, eine Terrororganisation. Jede der drei Parteien hat ihre eigenen Einheiten und Taktiken. Die 21 Missionen werden durch eine Rahmenhandlung über einen Konflikt im Nahen Osten miteinander verknüpft.
Die Grafik ist in 3D und somit frei dreh- und zoombar. Vor allem die Einheiten, Gebäude und die Explosionen bieten bei nahem Heranzoomen viele Details. Das Spiel verfügt über einen Mehrspieler-Modus über Internet und Netzwerk.

### Kriegsparteien

#### USA
Die USA (United States of America) sind eine konventionelle Kriegspartei mit modernen Waffen und starken Einheiten, die im Spiel vergleichsweise teuer sind. Die US-Streitkräfte verfügen neben einem großen Arsenal an bodengebundenen Kampfeinheiten ebenso über eine ausgeprägte Luftwaffe. Als Lufteinheiten stehen Kampfjets (F-22 Raptor), Tarnkappenbomber (F-117 Nighthawk), Überschallbomber und Kampfhubschrauber (RAH-66 Comanche) zur Verfügung. Exklusiv den USA vorbehalten sind Einheiten mit einem Laser-Raketenabwehr-System. Die Geldversorgung gewährleisten unter anderem Abwurfzonen, die alle zwei Minuten eine Nachschublieferung erhalten. Die US-Superwaffe ist eine im Wirkradius stark beschränkte aber dafür auch nach dem Abfeuern noch lenkbare Partikelkanone.

#### Globale Befreiungsarmee
Die GBA (Globale Befreiungsarmee) ist eine Rebellenorganisation mit der Absicht, die Vereinigten Staaten und die Volksrepublik China zu zerstören. Die GBA agiert vornehmlich mit Selbstmordattentätern und günstigen Fahrzeugen aus dem Hinterhalt. Sie hat weder Lufteinheiten noch starke Panzer. Jedoch können das Vierlingsgeschütz, der Marodeurpanzer, der Kampfjeep und der SCUD-Werfer ihr Geschütz durch Trümmer der zerstörten Einheiten verbessern, sowie im Add-on auch der Skorpion und der Säuretraktor (Toxintraktor). Die Superwaffe der GBA ist der SCUD-Sturm mit seinen zahlreichen Anthraxraketen.

#### China
Die VR China (Volksrepublik China) hat äußerst starke Panzereinheiten. Der riesige Overlordpanzer ist mit Abstand die stärkste einzelne Einheit des Spiels. Die Flugeinheiten der Chinesen sind der MIG-Kampfjet und der Helix-Helikopter (nur Stunde Null). Als Superwaffe besitzen die chinesischen Streitkräfte die Atomrakete. Die Geldversorgung gewährleisten Hacker, die im Gegensatz zu den Schwarzmärkten und Abwurfzonen der GBA bzw. der USA aber ein leichter anzugreifendes Ziel darstellen.

## Entwicklung
Mit der Entwicklung von Generals wurde von Westwoods Zweigstudio Westwood Pacific, das während der Entwicklungsarbeiten in EA Pacific umbenannt und nach der Veröffentlichung von Generals mit EA Los Angeles zusammengelegt wurde, bereits im Jahr 2000 gestartet. Zu diesem Zeitpunkt war Generals als ein C&C1-ähnliches Spiel konzipiert und sollte noch weitere Kriegsparteien, unter anderem Russland und Afrika, beinhalten. 2025 wurde der vollständige Quelltext unter der GNU General Public License Version 3 veröffentlicht.

## Indizierung und Zensur
Das 2003 erschienene Command & Conquer: Generals wurde wegen des großen Bezugs zu aktuellen Ereignissen wie dem Irakkrieg und der Spielhandlung, die unter anderem das Töten von Zivilisten verlangt, Anfang 2003 von der Bundesprüfstelle für jugendgefährdende Medien (BPjM) in Deutschland indiziert. Als Grund wurde Kriegsverherrlichung angegeben. Das Spiel war zwei Wochen käuflich erhältlich, bevor es Jugendlichen nicht mehr öffentlich zugänglich gemacht werden durfte. Electronic Arts legte daraufhin Rechtsmittel ein.
Hersteller Electronic Arts gab daher im September 2003 eine speziell für den deutschen Markt geschnittene Version unter dem Namen Command & Conquer: Generäle heraus. Diese wurde im Vergleich zum Original in zahlreichen Punkten deutlich entschärft:
- Veränderte Inhalte:
  - Die Spielparteien wurden von China, GBA und USA umbenannt in Asiatischer Pakt, IBG (Internationale Befreiungsgruppe) und Westliche Allianz.
  - Städte- und Ländernamen wurden in fiktive Namen abgeändert (z. B. Washington in Hauptquartier und Bagdad in Twin Sword City).
  - Menschen wurden durchgehend durch Cyborgs ersetzt; dabei ersetzte man die Stimmen durch Roboterstimmen und gab den Menübildern ein roboterhaftes Aussehen durch Metallglanz, Kabel u. ä.
  - Die Selbstmordattentäter wurden durch die „rollenden Bomben“ ersetzt; ferngesteuerte, große, rote TNT-Fässer auf Rädern.
  - Der aufgebrachte Mob, eine wütende Menschenmenge mit Molotowcocktails und Gewehren, wurde in Cyborg-Trupp umbenannt.
  - Anthrax wurde in Säure umbenannt.

- Entfernte Inhalte:
  - Das Intro wurde ersatzlos gestrichen.
  - Zivilisten wurden gänzlich aus dem Spiel entfernt.
  - Bei der IBG-Kampagne wurde eine Mission komplett entfernt. In dieser sollte man UN-Flugzeuge abschießen und die Versorgungskisten einsammeln. Die Kisten, die man nicht erreichte, sollte man später aus zivilen Hütten holen, was man nur dadurch erreichte, dass man das Haus zerstört und die Zivilisten tötet.

Die im Anschluss veröffentlichte Erweiterung Die Stunde Null erschien in der deutschen Fassung nur in einer entschärften Variante. Allerdings ist sie auch mit der ursprünglich ungeschnittenen Fassung des Hauptspiels kompatibel. 
Am 30. September 2013 hob die BPjM die Indizierung vorzeitig auf. Nach der Listenstreichung wurde die unzensierte Version von Command & Conquer: Generals von der USK mit „ab 18“ gekennzeichnet.

## Rezeption
4Players vergab Abstriche für die zensierte deutsche Fassung. Die Zensur wirke sich negativ auf die Atmosphäre in der Kampagne aus. Es wirke irreal, dass sich Cyborgs mit heutigen Waffensystemen bekämpfen. Für Mehrspielermodus habe es keine Auswirkungen. David Bergmann von PC Games urteilte, dass der deutsche Jugendschutz das Spiel der Lächerlichkeit preisgebe. Alexander Geltenpoth von PC Action stimmte dem zu, vergab jedoch keinen Wertungsabzug. Er merkte zudem an, dass die zensierte Fassung auch deutlich später erschien. GameStar lobte Grafik, Kampfsystem und spannende Missionen. Die Nähe zur Weltpolitik im Erscheinungsjahr sei bedenklich. Die Zensur führe zu deutlichen Abstrichen bei der Atmosphäre in der deutschen Version.

## Die Stunde Null
Die Erweiterung Die Stunde Null (englisch Zero Hour) ergänzt die taktischen Möglichkeiten, indem die drei Armeen zusätzlich neun Generäle (je drei für jede Partei) mit eigenen Spezialitäten erhalten. Den Generälen stehen teilweise spezialisierte Einheiten zur Verfügung, dafür verlieren sie als Ausgleich die Möglichkeit, bestimmte Einheiten zu bauen. Es gibt auch drei neue Kampagnen mit je fünf Missionen und den neuen Spielmodus, „Herausforderung“, in dem man als einer der Generäle gegen jeden der anderen Generäle einmal antreten muss und am Ende gegen einen „Boss-General“ spielt.

### Handlung
Die in der Hauptspiel geschlagenen Terrorgruppe sammelt erneut ihre Kräfte. Kriegsschauplatz ist diesmal Europa.

### Zensur
Während die Kriegskorrespondenten menschlich blieben, wurden erneut alle Soldaten inklusive der Oberbefehlshaber in Cyborgs gewandelt und reale Schauplätze in Fantasienamen umbenannt.

### Trivia
Die russische Botschaft in Großbritannien hat in einer Twitter-Kurzmeldung zum Bürgerkrieg in Syrien einen Screenshot aus der Erweiterung Stunde Null statt eines realen Lagebildes verwendet. Die Meldung wurde am 13. Mai 2016 mit dem Inhalt „Extremisten nahe Aleppo erhalten mehrere Wagenladungen chemischer Munition“ veröffentlicht.

### Rezeption
PC Action wertete im Nachhinein Generäle um einen Punkt ab, um darzustellen, dass die Erweiterung eine leichte Verbesserung darstelle. Benjamin Bezold merkte an, dass Schauplätze und Kriegsparteien zwar Fantasienamen besäßen. Dass Roboter kämpfen, falle jedoch nicht weiter auf. Ein Import der Originalversion sei nicht unbedingt nötig. PC Games lobte die Einspieler in der Kampagne und die Staffelung der Missionsziele. An die Inszenierung der Vorgänger reiche dies jedoch weiterhin nicht heran. Für 4Players sie die Qualität der Missionen gut und auch der Herausforderungsmodus überzeuge.

## Nachfolger
Am 10. Dezember 2011 gab EA bekannt, dass das Entwicklerstudio BioWare Victory Command & Conquer: Generals 2 entwickeln werde, mit einem voraussichtlichen Erscheinungsdatum 2013. Ein halbes Jahr später wurde das Spiel in Command & Conquer umbenannt und als Free-to-play-Spiel vorgestellt. Am 29. Oktober 2013 gab EA bekannt, dass nach negativer Resonanz während der geschlossenen Alpha-Phase des Spiels die Entwicklung eingestellt wurde.